# Murrough O'Brien (1er marquis de Thomond)
Murrough O'Brien, 1er marquis de Thomond (1726 - 10 février 1808), est un pair, un militaire et un homme politique irlandais.

## Biographie
Murrough O'Brien est né en 1726, fils de James O'Brien (1695-1771) et Mary Jephson à Drogheda Le frère de James (et l'oncle de Murrough) est Henry O'Brien (8e comte de Thomond), héritier de Percy Wyndham O'Brien, 1er comte de Thomond (vers 1713-1774), frère de Charles Wyndham (2e comte d'Egremont) (1710-1763) de Petworth House.
Il rejoint les Grenadier Guards et est officier en Allemagne, où il porte les couleurs à la bataille de Lauffeld en 1747. Il prend sa retraite en 1756 et entre à la Chambre des communes irlandaise pour Clare l'année suivante. Il représente la circonscription jusqu'en 1761 et siège ensuite comme député de Harristown jusqu'en 1768.
En raison de son soutien à l'Acte d'Union de la Grande-Bretagne et de l'Irlande, le 29 décembre 1800, il est créé marquis de Thomond dans la pairie d'Irlande, avec un reliquat spécial pour son frère cadet et baron Thomond de Taplow dans la Pairie du Royaume-Uni le 2 octobre 1801 (ce titre lui permettant de siéger à la Chambre des Lords du Royaume-Uni), mais cette fois sans reste spécial. Il a une relation étroite avec le roi George III. En 1783, il est l'un des chevaliers fondateurs de l'ordre de Saint-Patrick. Son siège irlandais est à Rostellan, près de Cork.

## Mariages et descendants
Il se marie deux fois:

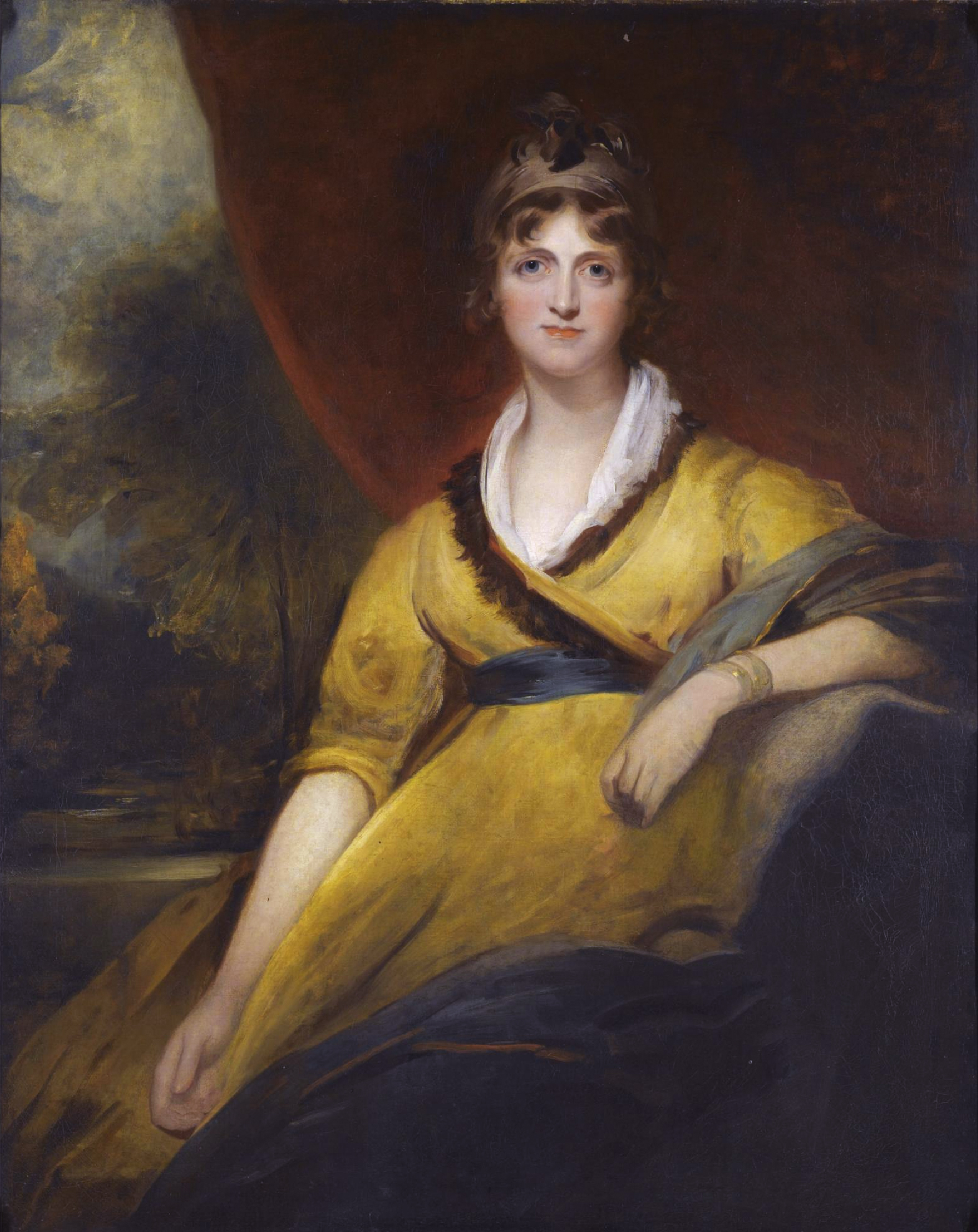
Marie, comtesse d'Inchiquin (1750-1820), par Thomas Lawrence

- D'abord en 1753, à Mary O'Brien, 3e comtesse d'Orkney (décédée en 1790), dont il a une fille, Mary O'Brien (4e comtesse d'Orkney) (1755-1831).
- Le 25 juillet 1792, à Mary Palmer (1750-1820)

Il aurait également eu un fils illégitime, Thomas Carter (1769-1800), compositeur à Londres dans les années 1790. Thomas vit avec Inchiquin à Taplow Court après son retour d'Inde en juillet 1789 et prête au comte tout l'argent qu'il gagne lors d'un concert-bénéfice à Calcutta. En retour, Inchiquin recommande Thomas à tous ses amis en tant que marchand de charbon; il s'est lancé dans ce commerce après son mariage avec Mary Wells en 1793 afin de subvenir aux besoins de sa famille grandissante.
Il meurt après une chute de cheval à Grosvenor Square, à Londres, le 10 février 1808. Le titre de marquis de Thomond est transmis à son neveu William O'Brien (2e marquis de Thomond). La baronnie de Thomond s'éteint.